# Simbériön

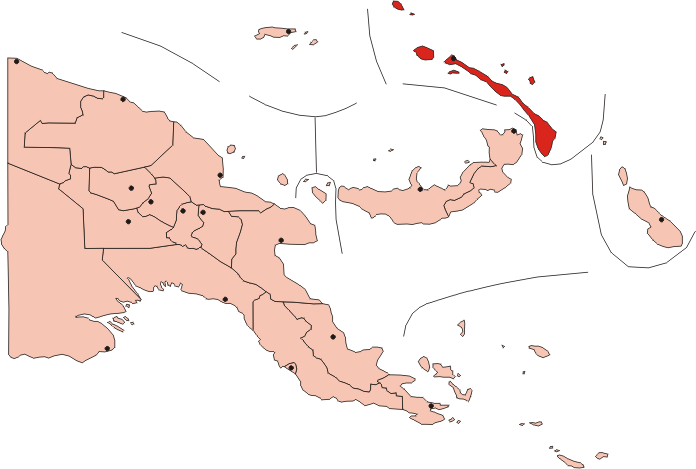
New Ireland översikskarta

Simbériön (engelska Simberi Island, tidigare Fisher Island och Suzannet) är en ö i Bismarckarkipelagen i västra Stilla havet och tillhör Papua Nya Guinea.

## Geografi
Simbériön ingår i Tabaröarna och utgör en del av New Irelandprovinsen. Den ligger cirka 900 km nordöst om Port Moresby och cirka 25 km nordöst om provinsens huvudö Niu Ailan.
Ön är av vulkaniskt ursprung och har en area om ca 40 km² med en längd på cirka 9 km och cirka 7 km bred. Den högsta höjden är på cirka 340 m ö.h. och ligger på öns östra del. Ön omges till stora delar av ett korallrev samt en rad småöar, ca 10 km från den västra kusten ligger ytterligare ett rev. Simbériön är den nordligaste och minsta ön i ögruppen.
Befolkningen är främst fördelad på ett fåtal byar längs kusten och öns inre täcks till största del av regnskog. Huvudorten Popovonuam ligger på öns norra del.
Ön har nyligen fått en flygplats Simberi Airport (flygplatskod "NIS"), grannön Tatáu Island ligger på andra sidan av det knappt 2 kilometer breda sundet som skiljer öarna.

## Historia
Ögruppen har troligen bebotts av melanesier sedan cirka 1500 f.Kr. Den upptäcktes av nederländske kaptenerna Jacob Le Maire och Willem Corneliszoon Schouten i juni 1616 som då namngavs dem "Gardneröarna". De återupptäcktes senare av Abel Tasman som då döpte området till "Visscheröarna".
Området hamnade 1885 under tysk överhöghet som del i Tyska Nya Guinea. Området förvaltades till en början av handelsbolaget Neuguinea-Compagnie.
Efter första världskriget hamnade området under australisk kontroll och Australien fick senare även officiellt mandat för hela Bismarckarkipelagen av Förenta Nationerna. 
1942 till 1945 ockuperades området av Japan men återgick sedan till australisk förvaltningsmandat tills Papua Nya Guinea blev självständigt 1975.
Det finns en guldfyndighet på Simbéri som utvinns i dagbrott. Svenske sjömannen Carl Emil Pettersson sägs vara en av de första som hittade guld på ön. Pettersson antas ha varit förebild för Astrid Lindgren som Pippi Långstrumps far kapten Efraim Långstrump.